# Анжа (приток Кана)
Анжа — река в Саянском районе Красноярского края России, левый приток реки Кан (речной бассейн Енисея). Длина реки — 142 км, площадь бассейна — 1530 км². Исток Анжи на хребте Койское Белогорье, северный склон горы Голец Кирельский, впадает в реку Кан (в 434 км от устья по левому берегу) у деревни Усть-Анжа. Высота устья — 304 м над уровнем моря.
Система водного объекта: Кан → Енисей → Карское море.

## Этимология
Этимология названия кетская — искажённое словосочетание Анзас: ан — мать, зас — река.

## Данные водного реестра
По данным государственного водного реестра России относится к Енисейскому бассейновому округу, водохозяйственный участок реки — Кан, речной подбассейн реки — Енисей между слиянием Большого и Малого Енисея и впадением Ангары. Речной бассейн реки — Енисей.
Код объекта в государственном водном реестре — 17010300412116100021672.

### Притоки (км от устья)
- 29 км: река Ага (лв)
- 87 км: река Арбай (Бол. Арбай) (пр)
- 88 км: река Аргысук (пр)
- 89 км: река Ивашиха (лв)
- 101 км: река Тазик (Поперечный Тазик) (лв)
- 112 км: река Дурья (Дурьё) (лв)
- 120 км: река Бол. Тумны (пр)
- 123 км: река Шалибин (Шалем) (пр)